# Estación de Veytaux-Chillon
La estación de Veytaux-Chillon es una estación ferroviaria de la comuna suiza de Veytaux, en el Cantón de Vaud.

## Historia y situación
La estación de Veytaux-Chillon fue inaugurada en el año 1861 con la puesta en servicio del tramo Lausana - Villeneuve de la línea Lausana - Brig, más conocida como la línea del Simplon.
Se encuentra ubicada en el sur del núcleo urbano de Veytaux y cuenta con dos andenes laterales a los que acceden dos vías pasantes.
En términos ferroviarios, la estación se sitúa en la línea Lausana - Brig. Sus dependencias ferroviarias colaterales son la estación de Territet hacia Lausana, y la estación de Villeneuve en dirección Brig.

## Servicios ferroviarios
Los servicios ferroviarios de esta estación están prestados por SBB-CFF-FFS:

### RER Vaud
La estación forma parte de la red de trenes de cercanías RER Vaud, que se caracteriza por trenes de alta frecuencia que conectan las principales ciudades y comunas del cantón de Vaud. En ella efectúan parada trenes de una línea de la red:
- S 1 Yverdon-les-Bains - Lausana - Vevey - Montreux - Villeneuve.